# دارة جلجل
دارة جلجل هي حادثة تروى عن الشاعر الجاهلي امرئ القيس حدثت له مع صاحبة يوم "دارة جلجل" في بلاد نجد تبيّن كيف مكر بابنة عمه "عنيزة"، فأجبرها على أن تتجرد من لباسها، لينظر إليها وهي تخرج من الغدير مقبلة ومدبرة، حتى يمتع نظره برؤية جسدها العاري.

## القصة
كان امرؤ القيس عاشقًا لابنة عم له يقال لها عنيزة، وأنه طلبها زمانًا فلم يصل إليها حتى كان يوم الغدير وهو يوم دارة جلجل. ذلك أن الحي احتملوا فتقدم الرجال وتخلف النساء والخدم والثقل، فلما رأى ذلك امرؤ القيس تخلف بعدما سار مع رجالة قومه مسافة قبل القوم. فكمن في غيابة من الأرض حتى مر به النساء وفيهن عنيزة فلما وردن الغدير ونحين العبيد ثم تجردن من ثيابهم ووقعن فيه وقلن مالنا لا ننزل الغدير يذهب عنا بعض الكلال، فأتاهن امرؤ القيس وهن غوافل فأخذ ثيابهن فجمعها وقعد عليها وقال: والله لا أعطي جارية منكن ثوبها ولو ظلت في الغدير يومها حتى تخرج متجردة فتأخذ ثوبها، فأبين ذلك عليه حتى تعالى النهار، وخشين أن يقصرن عن المنزل الذي يردنه فخرجن جميعا غير عنيزة، فناشدته الله أن يطرح إليها ثوبها فأبى فخرجت فنظر إليها مقبلة ومدبرة واقبلن عليه فقلن له: إنك قد عذبتنا وحبستنا وأجعتنا قال فإن نحرت لكن ناقتي تأكلن منها؟ قلن نعم.
فاخترط سيفه فعقرها ونحرها ثم كشطها وجمع الخدم حطبا كثيرا فأججن نارا عظيمة فجعل يقطع لهن من أطاييبها ويلقيه على الجمر ويأكلن ويأكل معهن ويشرب من فضلة خمر كانت معه ويغنين وينبذ إلى العبيد من الكباب فلما أرادوا الرحيل قالت احداهن أنا أحمل طنفسته وقالت الأخرى أنا أحمل رحله وأنساعه (الأنساع الحبال)، فتقسمن متاع راحلته وزاده وبقيت عنيزة لم يحملها شيء فقال لها يا ابنة الكرام لا بد أن تحمليني معك فإني لا أطيق المشي فحملته على عارب بعيرها وكان يجنح إليها فيدخل رأسه فيقبلها فإذا امتنعت مال حدجها فتقول عقرت بعيري فانزل ففي ذلك يقول:

## وصلات خارجية
- موقع دارة الجلجل على يوتيوب